# 東海林毅 (サッカー選手)
東海林 毅（とうかいりん たけし、1969年2月16日-）は、茨城県出身のサッカーのフィジカルコーチである。2010年に日本サッカー協会公認S級ライセンスを取得した 。

## 経歴
- 日立第一高等学校卒業
- 筑波大学卒業
- 1991年-1993年 日立製作所本社サッカー部（現・柏レイソル）
- 1995年 エリースFC東京（関東リーグ）監督兼選手
- 1998年 筑波大学大学院修士課程体育研究科コーチ学サッカー研究所・筑波大学蹴球部コーチ
- 1999年 専修大学体育会サッカー部ヘッドコーチ
- 2000年 大宮アルディージャ強化・普及部強化
- 2001年-2004年1月 モンテディオ山形コーチ
- 2004年1月-2006年 コンサドーレ札幌コーチ
- 2007年-2008年　横浜FCサッカースクールコーチ
- 2010年 大宮アルディージャU12コーチ
- 2011年 - 2019年 立正大学サッカー部ヘッドコーチ
- 2020年 - 城西大学体育会サッカー部ヘッドコーチ